# Fully Integrated Robotised Engine
FIRE (Fully Integrated Robotised Engine) je řada motorů, kterou vyrábí italský Fiat v plně robotizované výrobně motorů. První použití těchto spolehlivých motorů FIRE bylo u vozu Fiat Uno ve druhé polovině 80. let dvacátého století. 

## Seznam motorů
- 769cm3 8V 1986-1992
- 999cm3 8V 1983-1992
- 999cm3 8V SPI 1993-2003
- 999cm3 16V SMPI (pouze v Brazílii)
- 1108cm3 8V 1983-1993
- 1108cm3 8V SPI 1993-2000
- 1108cm3 8V MPI 2000-
- 1242cm3 8V SPI 1993-1999
- 1242cm3 8V MPI 1993-
- 1242cm3 16V SMPI 1998-
- 1368cm3 8V SMPI 2005-
- 1368cm3 16V 2003-

Mezi FIRE motory lze teoreticky zařadit také motory T-Jet, které vycházejí ze stejné konstrukce, jde tedy v podstatě o přeplňované 1368cm3 16V, které se poprvé objevilo ve Fiatu Bravo mk2 s výkony 120 a 150 koní. Později se dostaly také do vozů Fiat Grande Punto, Abarth Grande Punto, 500, Abarth 500 nebo Linea.

## Výhody[zdroj?]
- malé množství komponentů (tj. jednoduchost konstrukce)
- vysoká spolehlivost, především 8V verzí
- nízká spotřeba
- široká možnost záměny dílů mezi různými verzemi motorů
- u 8V verze se nemůže potkat píst s ventily ani při přetržení nebo poskočení rozvodového řemene

## Nevýhody[zdroj?]
- únik oleje zpod víka ventilů u 8V verzí do roku cca 2003
- únik oleje z gufera vačkového hřídele (ze strany rozvodů i ze strany cívek nebo náhonu rozdělovače – podle druhu vstřikování)
- rychle korodující olejové vany u všech verzí od roku 1993
- použití hydroštelů u 16V verzí
- špatné držení provozní teploty při velkých mrazech (pod cca −20 °C) a velmi rychlé chladnutí (po 5–10 minutách je motor studený), které je způsobeno jednoduchostí jeho konstrukce (poměrně tenké stěny, které neudrží teplo).

## Použití ve vozech
Alfa Romeo
- Alfa Romeo MiTo (2008) 1368
- Alfa Romeo Giulietta (2010) 1368

Autobianci
- Autobianchi Y10 (1985) 999-1108

Dodge
- Dodge Dart (2013) 1368

Fiat
- Fiat Uno (1986) 999-1.108
- Fiat Panda (1986) 750-999-1108
- Fiat Tipo (1988) 1108
- Fiat Punto (1993) 1108-1242
- Fiat Cinquecento (1994) 1108
- Fiat Bravo/Brava (1995) 1242
- Fiat Palio (1997) 1242
- Fiat Seicento (1998) 1108
- Fiat Punto (1999) 1242-1368
- Fiat Stilo (2001) 1242-1368
- Fiat Panda (2003) 1108-1242-1368
- Fiat Idea (2003) 1242-1368
- Fiat Grande Punto (2005) 1242-1368
- Fiat Bravo (2007) 1368
- Fiat 500 (2007) 1242-1368
- Fiat 500L (2012) 1368
- Fiat Tipo (2015) 1368

Ford
- Ford Ka (2008)  1242

Lancia
- Lancia Y10 (1985) 999-1108
- Lancia Y (1996) 1108-1242
- Lancia Ypsilon (2003) 1242-1368
- Lancia Musa (2004) 1368
- Lancia Delta (2008) 1368

Tata
- Tata Indica Vista (2008) 1242
- Tata Indigo Manza (2009) 1368